# Münchwalder Bach
Der Münchwalder Bach ist ein Fließgewässer im Hunsrück in Rheinland-Pfalz.

## Verlauf
Der Münchwalder Bach entspringt am südwestlichen Ortsrand von Münchwald und fließt zunächst nach Südwesten, wobei ihm von rechts (Nordwesten) zwei Gräben zufließen. Dann wendet er sich nach Südosten in Richtung Kreisstraße 28, die er etwa auf halbem Wege zwischen Münchwald und Spall unterquert. Danach fließt er parallel zur Straße nach Süden, bis er am nördlichen Ortsrand von Spall in den von Westen kommenden Bach vom Eichhof mündet. Dieser nimmt auf dem verbleibenden Kilometer seines Verlaufs noch den von Süden kommenden Spaller Bach auf und mündet in den Gräfenbach, dessen Wasser über den Ellerbach der Nahe zufließt.